# Сушицки, Питер
Питер Сушицки (англ.  Peter Suschitzky; род. 25 июля 1941, Лондон) — английский кинооператор, с 1988 — постоянный партнёр Дэвида Кроненберга, пятикратный лауреат премии «Джини».

## Биография
Сын оператора австрийского происхождения Вольфганга Сушицки, известного своим сотрудничеством в 1940-е годы с Полом Рота, операторской работой в фильме «Убрать Картера» и др., дважды номинированного на премию BAFTA.
Окончил Высшую киношколу Франции (IDHEC). Начинал в 1960-е годы в документальном кино, в том числе снял фильм Питер Уоткинса «Привилегия» (1967). В том же году снял игровой фильм Альберта Финни «Чарли Бабблз». Большим прорывом стал для него фильм «Империя наносит ответный удар» (1980), один из самых кассовых в истории. С конца 1980-х работает в тандеме с канадским режиссёром Д. Кроненбергом.

## Избранная фильмография
- 1967 — Привилегия (Питер Уоткинс)
- 1967 — Чарли Бабблз (Альберт Финни)
- 1968 — Сон в летнюю ночь (Питер Холл)
- 1969 — Гладиаторы (Питер Уоткинс)
- 1970 — Силуэты на пересечённой местности (Джозеф Лоузи)
- 1970 — Лео последний (Джон Бурмен)
- 1972 — Гаммельнский дудочник/ The Pied Piper (Жак Деми)
- 1975 — Шоу ужасов Рокки Хоррора (Джим Шармэн)
- 1975 — Листомания (Кен Расселл)
- 1977 — Валентино (Кен Расселл; номинация на премию BAFTA, номинация на премию Британского общества кинооператоров)
- 1980 — Звёздные войны. Эпизод V: Империя наносит ответный удар (Ирвин Кершнер)
- 1983 — Крулл (Питер Йетс)
- 1984 — Влюблённые (Улу Гросбард)
- 1990 — Дом там, где сердце (Джон Бурмен; премия Национального общества кинокритиков США)
- 1992 — Фотограф (Ховард Франклин)
- 1993 — Исчезновение (Георг Слейзер)
- 1993 — Падшие ангелы, эпизоды I’ll Be Waiting и The Frightening Frammis (Том Хэнкс; Том Круз)
- 1994 — Бессмертная возлюбленная (Бернард Роуз)
- 1996 — Марс атакует! (Тим Бёртон)
- 1998 — Человек в железной маске (Рэнделл Уоллес)
- 2000 — Красная планета (Энтони Хоффман)
- 2005 — Продавщица (Ананд Такер)
- 2006 — Братство камня (Гийом Никлу)
- 2013 — После нашей эры (М. Найт Шьямалан)
- 2015 — Страшные сказки (Маттео Гарроне)

## Фильмы с Дэвидом Кроненбергом
- 1988: «Связанные насмерть» / Dead Ringers (премия Джини)
- 1991: «Обед нагишом» / Naked Lunch (премия Джини)
- 1993: «М. Баттерфляй» / M. Butterfly
- 1996: «Автокатастрофа» / Crash (премия Джини)
- 1999: «Экзистенция» / eXistenZ
- 2002: «Паук» / Spider
- 2005: «Оправданная жестокость» / A History of Violence
- 2007: «Порок на экспорт» / Eastern Promises (премия Джини, номинация на премию Британского общества кинооператоров)
- 2011: «Опасный метод» / A Dangerous Method
- 2012: «Космополис» / Cosmopolis
- 2014: «Звёздная карта» / Maps to the Stars

## Признание
Премия Джини за высшее достижение в операторском искусстве (2008).